# Star Trek: Bridge Commander
Star Trek: Bridge Commander je bojový vesmírný simulátor vyvinutý na motivy Star Treku studiem Totally Games a vydaný roku 2002 společností Activision.
Příběh se zaměřuje na čerstvě povýšeného kapitána, který je pověřen vyšetřováním exploze hvězdy v Maelstromu. V průběhu videohry narazí hráč na postavy ze Star Treku, je jím například kapitán Picard a komandér Dat. Kapitán a jeho posádka se ujímají velení lodí třídy Galaxy USS Dauntless (NCC-71879) a USS Sovereign (NCC-73811). Společně bojují proti hrozbám Spojené federace planet.
Videohra nabízí dvě možné hratelnosti: příběhový mód a tzv. quick battle mód. V druhém jmenovaném si lze ve simulovaném prostředí navolit různé scénáře. Hráči si tak mohou vybrat jejich spojence a nepřátele, systém apod. S příchodem modifikací byla umožněna tvorba vlastních misí a kampaní.

## Vývoj
Na konci roku 1998 kontaktovala společnost Activision studio Totally Games. Důvodem byl vývoj nové hry zvané Bridge Commander. Zaměstnanci studia strávili šest měsíců výzkumem, designem a testováním, aby se co nejméně vzdálila od vesmíru Star Treku. Na konvenci E3 2001 byl původně plánovaný multiplayer zrušen a nahrazen singleplayerem. Rozhodnutí však bylo o několik dní později zvráceno.